# پکسی ویلانووا
پکسی ویلانووا (انگلیسی: Patxi Villanueva؛ زادهٔ ۲۷ ژوئیهٔ ۱۹۶۵) بازیکن فوتبال اهل اسپانیا است.
از باشگاه‌هایی که در آن بازی کرده‌است می‌توان به باشگاه فوتبال لوانته و باشگاه فوتبال سلتاویگو اشاره کرد.